# SN 1996cc
SN 1996cc – supernowa typu II odkryta 19 grudnia 1996 roku w galaktyce NGC 5673. W momencie odkrycia miała maksymalną jasność 15,00m.